# FTZ 1 TR 6
FTZ 1 TR 6 (kurz 1 TR 6) ist das Signalisierungsprotokoll (D-Kanal-Protokoll) des nationalen ISDNs der ehemaligen Deutschen Bundespost, Fernmeldetechnisches Zentralamt, (heute Deutsche Telekom); erstmals eingesetzt wurde es 1989. Es wurde für alle neuen Anschlüsse durch das DSS1-Protokoll ersetzt.
Die aktive Vermarktung von Anschlüssen des Nationalen ISDN wurde bereits Mitte der 1990er Jahre eingestellt; der Betrieb wurde nach mehreren Verlängerungen zum Jahresende 2006 endgültig eingestellt. Kunden der Telekom AG, die noch Anschlüsse des Nationalen ISDN hatten, wurde im September 2006 die Nutzung zum Jahresende gekündigt. Die gekündigten Anschlüsse wurden spätestens in der Nacht vom 28. auf den 29. Dezember 2006 zwangsweise auf DSS1 umgestellt. Dieser Wechsel zu DSS1 war für die Kunden kostenlos, jedoch mussten sich die betroffenen Teilnehmer in der Regel neue Endgeräte anschaffen.
Innerhalb von privaten Telefonanlagen wird eine Protokoll-Variante (FTZ 12 TR 7) wohl noch längere Zeit existieren.

## Rufnummernsystematik
1 TR 6 unterstützt keine MSNs, sondern verwendet Endgeräteauswahlziffern (EAZ). ISDN-Kunden erhielten einen Block von zehn aufeinanderfolgenden Rufnummern mit Endziffern von 0 bis 9. Diese Endziffern sind die EAZ. Die EAZ „0“ wird für Anrufe verwendet, die gleichzeitig an allen angeschlossenen Endgeräten signalisiert werden sollen („global call“). Bei 1 TR 6 war es nicht möglich, vorhandene (analoge) Rufnummern weiterzuverwenden.

## Geräteselektion
Bei einem ankommenden Ruf wird eine Broadcast-Message an alle Endgeräte geschickt. Die Nachricht enthält Kompatibilitätsanforderungen.
Diese wären:
- Verbindungsindikator (bei Verbindungen aus einem Nicht-ISDN-Netz)
- Übermittlungsdienst (Dienste wie Sprache, Daten)
- Endgeräteauswahlziffer (EAZ), Subadresse oder ggf. Durchwahlnummer
- Anforderungen an die OSI-Schichten 1 bis 7 (Übermittlungsrate, Datensicherung usw.)
- ISDN-Rufnummer

Dasjenige Gerät, das diese Anforderungen erfüllt, darf den Ruf annehmen.
Eine Geräteselektion mit Hilfe der Endgeräteauswahlziffer (EAZ) ist auch möglich. Jedes Gerät kann eine EAZ zwischen 1 und 8 besitzen. In der Broadcast-Message ist dann die EAZ des gewünschten Gerätes enthalten. Jedes Gerät vergleicht seine EAZ mit der in der Broadcast-Message. Stimmen diese überein, nimmt es den Ruf entgegen.
Dem Netzbetreiber muss allerdings bekannt sein, dass die Endgeräte eine eingestellte EAZ besitzen.

## Semipermanente Verbindung
Eine Besonderheit von 1 TR 6 ist die Semipermanente Verbindung (SPV), die später in Vorbestellte Dauerwählverbindung (VDV) umbenannt wurde. Dabei handelt es sich um eine Wählverbindung zu einem vorher festgelegten Verbindungspartner, die mit einer pauschalen Vergütung abgegolten wird. Dieser Dienst war in Deutschland sehr beliebt, weil er ähnliche Merkmale wie eine Standleitung aufwies, aber erheblich günstiger angeboten wurde. Da der Dienst bei Euro-ISDN nicht verfügbar ist, stellten viele Teilnehmer nicht darauf um, beziehungsweise bestellten weiterhin explizit 1 TR 6, um den Dienst fortgesetzt nutzen zu können.